# Mini moke
Mini Moke 是一輛由英國汽車公司在1964 至1968 年，在伯明罕的Longbridge 車厰，依據 Alec Issigonis 爵士設計的柯士甸 迷你 (Mini) 汽車，改裝而成的開篷汽車。在英國生產了15,000 輛。之後，分別在澳洲，葡萄牙 及意大利生產。
Mini Moke 的誕生，來自一個現實需要。就是英國軍方建議設計一輛，類似美國軍方吉普車的輕型軍車以應付需要。 但後來發覺 Mini Moke 的輪軚胎太細和車身離地太低，以致不適合作為越野車之用。 它後來被推出成為一輛低成本，低維修的民用車輛。 它在英國生產至 1968年，1966 至 1981 年在澳洲生產。它曾經在美國短暫地被推出市場，但銷售量不佳。
英國利蘭車厰在葡萄牙的子公司 Automoveis 曾經生產過其中一個版本，直至1992 年為止。 意大利的 Cagiva 車厰 亦生產了 1,500 輛，把總生產數量推至 50,000輛。
開始出售的初期，坐位和車篷是額外配件，不會和車身一起付運。 車主在收貨後，需要親自將它們裝上。

## 操作者
- 澳門治安警察局曾經把它作為他們正式的代步交通工具
- 澳門文華東方酒店擁有43輛
- 澳門租車公司Avis曾經有一隊叫CUB的汽車供公眾租賃。這些CUB汽車外型跟Moke很相似，但使用的是一枚Austin 1300 引擎。CUB的設計者是來自英國利物浦的Charles Anderson
- 澳門的 Happy-Rent-a-Car 有3輛 Mini Moke

## 維修
對 Mini Moke 有認識的專家表示，要這輛車正常地運作，需要頗多的定期維修。

## 前途
2006年 2月3日，在香港電台第3台的 Morning Brew 節目中，一名嘉賓表示，因為商業原因，澳門的文華東方酒店將會把它們擁有的43輛 Mini Moke 停止運作。嘉賓還表示，這些車輛相信會被送往劏車場壓碎掉。原因是因為酒店當初是用免稅方式把它們入口澳門的，如果要賣出，酒店便要付出稅款。
Happy-Rent-a-Car 有43輛 Mini Moke 供租賃，直至2月底。不能確定2月後的情況。

## 電視
拆下了車篷的 Mini Moke 計程車，曾經在電視劇集The Prisoner和多部 007 龐德系列電影中，擔當演出。